# Konkurslagen
Konkurslagen (1987:672) är den lag som reglerar konkurser i Sverige. Nuvarande konkurslag trädde i kraft den 1 januari 1988 och har sedan dess ändrats ett flertal gånger. Lagen är även en av de mest omfattande lagarna i Sverige med 17 kapitel. Ansvarigt departement för lagen är Justitiedepartementet.  